# Josh Allen
Joshua Patrick Allen (Firebaugh, California, 21 de mayo de 1996), más conocido simplemente como Josh Allen, es un jugador profesional estadounidense de fútbol americano. Juega en la posición de quarterback y actualmente milita en los Buffalo Bills de la National Football League (NFL).
Jugó a nivel universitario en Wyoming. Los Bills seleccionaron a Allen con la séptima selección en el draft de 2018, subiendo del 12 ° lugar después de un intercambio con los Tampa Bay Buccaneers.
En 2024, Allen fue nombrado Jugador Más Valioso (MVP) de la NFL, premio que se otorga al mejor jugador de la temporada, tras superar en las votaciones a Lamar Jackson, quarterback de los Baltimore Ravens, en la ceremonia de los NFL Honors 2025. 

## Biografía
Allen creció en una granja de algodón de 3,000 acres (1,200 ha) cerca de Firebaugh, California, una pequeña ciudad aproximadamente a 40 millas (64 km) al oeste de Fresno, California. La granja propiedad de la familia Allen fue establecida en 1975 por el abuelo paterno de Josh, que era miembro del consejo escolar local y daba nombre al  gimnasio de la Escuela Secundaria Firebaugh, donde Josh se graduó en 2014. Su familia ha vivido siempre en esa región desde que su bisabuelo se estableció allí durante la Gran Depresión, tras haber inmigrado desde Suecia en 1907.
Allen creció como simpatizante del equipo de la Estatal de Fresno, acudiendo a su estadio para ver los partidos. En la escuela secundaria jugó tres deportes: fútbol americano, baloncesto y béisbol. También trabajó regularmente en la granja familiar y en el restaurante que su madre operaba en Firebaugh. A pesar de ser un deportista talentoso en los tres deportes en Firebaugh, ninguna universidad de la División I le ofreció a Allen una beca deportiva. En un artículo de 2017 sobre Allen, Mark Schlabach, periodista de ESPN, opinaba que Allen recibió tan poco interés en la escuela secundaria porque pesaba solo 81,64 kilos y tenía una altura de 1,90 metros en ese momento, no había participado en los campamentos de quarterbackes élites y no era un prospecto conocido y porque su equipo no participó en muchos campamentos de 7 contra 7 ya que Josh y muchos de sus compañeros de equipo estaban más centrados en el béisbol y otros deportes. Fue el mejor anotador de su equipo de baloncesto y también fue un buen lanzador de su equipo de béisbol (podía lanzar bolas a 90 mph).

## Carrera

### Universidad

#### Reedley College
Allen pasó su primer año universitario, en 2014, jugando en Reedley College, un colegio universitario local en el que uno de los entrenadores asistentes estaba casado con una prima de Josh. Allí registró estadísticas dominantes como quarterback del equipo. Pasó para 25 touchdowns y tuvo sólo 4 intercepciones ese año, en el que creció a 1,98 metros y 95.25 kg. Al término de la temporada, y después de enviar  por correo electrónico vídeos de su juego a todos los entrenadores de universidades de División I, recibió interés por parte de dos de ellas: la Universidad de Wyoming y la Universidad de Míchigan Oriental. El entrenador de Wyoming, Craig Bohl, visitó la granja de la familia Allen después de investigar a Josh, observando similitudes entre él y otro ex prospecto, Carson Wentz. Bohl fue el único entrenador de la FBS (la máxima categoría del fútbol americano de la División I) que visitó a la familia de Josh y le dijo su padre: "Fuimos por todo el país y sólo hay un quarterback que queremos y ese es tu hijo. Va a ser la cara de nuestro programa."
Cuando Allen visitó Wyoming, Míchigan Oriental rescindió su oferta. Allen se comprometió con Wyoming después de hacer una última solicitud a la Estatal de Fresno antes de 2015.

#### Wyoming
En su primer año en Wyoming, jugó en dos juegos y fue el que arrancó para uno de esos juegos. En su primer partido como titular lanzó sólo cuatro pases antes de sufrir una fractura de clavícula que terminó su temporada; porque la lesión ocurrió temprano en la temporada,  se clasificó para una excusa médica. Allen volvió de la lesión en 2016 y era el quarterback titular de Wyoming.
Después de pasar para más de 3.200 yardas y 28 touchdowns en 2016, Allen contempló declarar para el 2017 Draft de la NFL, inicialmente le dijo a sus padres, novia y algunos amigos que él iría a ser profesional. Sin embargo, los entrenadores de Allen le aconsejaron que se quedara en Wyoming por un año más, y pronto, Allen se asustó de ansiedad por su decisión. Antes de la fecha límite del draft, Bohl le dijo a Allen que permanecer en la escuela por un año más mejoraría su preparación para la NFL. Allen también buscó consejo de Carson Wentz, quién le dijo que en el NFL, habría muchos veteranos de la liga confiando en él para "ganar los juegos y ayudar a asegurar sus trabajos." Allen finalmente se quedó en Wyoming. Lanzó para 1.812 yardas, 16 touchdowns y seis intercepciones en 2017.

### NFL

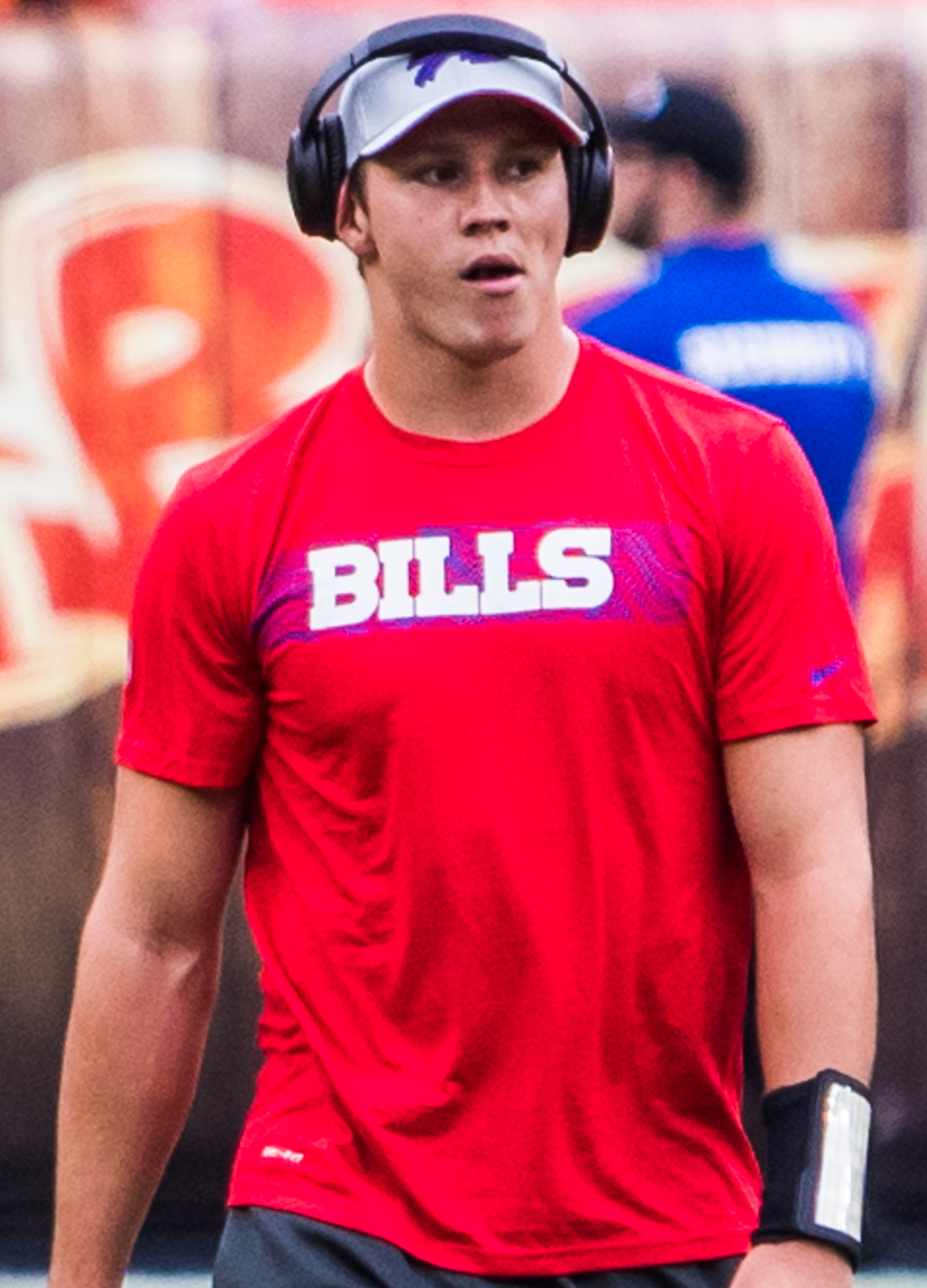
Allen durante la pretemporada de 2018

#### Buffalo Bills

##### 2018
Los Buffalo Bills reclutaron a Allen con la séptima selección general en el draft de la NFL 2018, negociando con los Tampa Bay Buccaneers para ascender de la 12.ª selección general. El julio 25, él firmó un contrato totalmente garantizado con los Bills por cuatro años por valor de $21 millones. Allen compitió para ser el quarterback titular contra AJ McCarron y Nathan Peterman durante la temporada baja y entrenando campamento. A pesar de una gran pretemporada, Allen empezó la temporada como suplente de Peterman después de que McCarron fuese cambiado a los Oakland Raiders.
El 9 de septiembre de 2018, Allen apareció en su primer partido profesional contra los Baltimore Ravens después de Peterman era en el bando por una mala actuación (Peterman tenía una calificación de quarterback de 0.0 en el momento de su banquillo). Allen acabó con 74 yardas de pase y 26 yardas de carrera como los Bills perdieron 47–3. En septiembre 12, se anunciado que Allen sería el quarterback titular contra los Chargers de Los Ángeles. Allen acabó con 245 yardas pasando, su primer NFL paso touchdown, y dos interceptaciones como los Bills perdieron 20–31. Él también corrió para 32 yardas.
Durante un partido de la semana 3 contra los Minnesota Vikings, Allen llevó a los Bills a su primera victoria de la temporada con una actuación dominante en la primera mitad. Allen pasó para 196 yardas y un touchdown, añadiendo 39 yardas corriendos con dos touchdowns corriendos en una victoria de 27–6. En particular, en una de sus carreras, se subió a un linebacker de los Vikingos, Anthony Barr, con el fin de recoger un first down. Esta hazaña atlética que se hizo viral en las redes sociales.
Durante el partido de Semana 5 contra los Tennessee Titans, Allen completó 10 de 19 pases para 82 yardas pasando y una interceptación en la 13–12 victoria, añadiendo otro touchdown corriendo. La semana siguiente, en un 20–13 pérdida a los Houston Texans, Allen padeció un daño de codo y no volvió. Salió del partido después de completando 10 de 17 pases para 84 yardas pasando y 20 yardas corriendo. Se esperaba que se perdiera al menos dos partidos con la lesión.
Después de perderse cuatro partidos, Allen volvió contra los Jacksonville Jaguares, lo que era notable ya que Jalen Ramsey, el cornerback de los Jaguares, había llamado Allen "basura" con anterioridad a la temporada. En un partido de ida y vuelta que vio a los Bills ganar 24–21 sobre los Jaguars, Allen completó 8 de 19 pases para 160 yardas y un touchdown, añadiendo 99 yardas en el suelo y un touchdown en 13 carreras. Los 99 yardas cariendos rompieron el récord de un solo juego de un quarterback de Buffalo Bills, que anteriormente estaba en manos de Tyrod Taylor.
Los Bills terminaron la temporada 2018 con 6 victorias y 10 derrotas. Allen comenzó en 11 partidos, ganando 5 de ellos. Rompió el récord de la NFL para los yardas corriendo más en 3 partidos (335 entre las semanas 12 y 14) y ganó el premio al jugador ofensivo de la AFC de la semana en el último partido contra los Miami Dolphins.

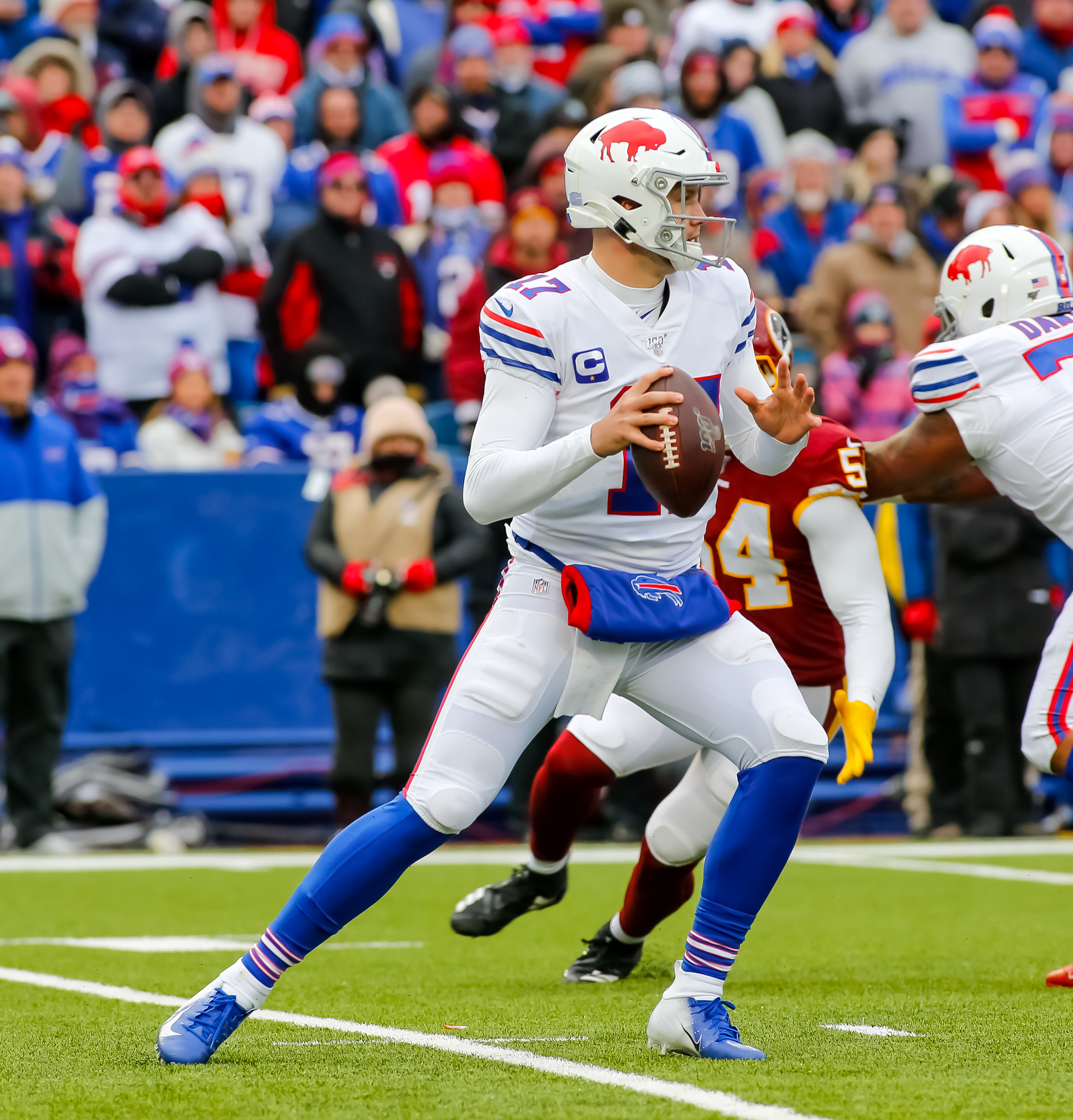
Allen jugando en 2019

##### 2019
Antes de la temporada de 2019, Allen fue nombrado el quarterback primario y un capitán del equipo. Lideró al equipo a múltiples victorias por detrás, incluidos los New York Jets, Cincinnati Bengals, Dallas Cowboys y Pittsburgh Steelers. Los Bills lograron un lugar en los playoffs, gracias al juego mejorado de Allen y una fuerte defensa. Allen y los Bills perdieron en la primera ronda de los playoffs ante los Houston Texans 22–19.

##### 2020
Allen tuvo un buen desempeño en los juegos iniciales de la temporada 2020, superando las 300 yardas aéreas en cada uno de sus primeros tres juegos. A pesar de algunas dificultades en octubre, Allen y los Bills se recuperaron, ganando siete de los siguientes ocho juegos para hacerse con el título de la AFC Este por primera vez desde 1995 con una victoria sobre los Denver Broncos en la semana 15. Terminó la temporada regular con 396 pases completos para 4,544 yardas y 37 touchdowns, por lo que fue convocado a su primer Pro Bowl y fue nombrado al segundo equipo All-Pro.
Los Bills ganaron dos juegos en los playoffs, avanzando al juego de Campeonato de la AFC, pero Allen y sus compañeros de equipo lucharon contra los Kansas City Chiefs, perdiendo el juego 24–38.

#### 2021
Los Bills continuaron a jugar bien en 2021, llegando a los Playoffs nuevamente. Allen tuvo un desempeño similar al de la temporada pasada, logrando 36 anotaciones y 15 intercepciones. Los Bills ganaron 11 partidos, y lograron derrotar a los New England Patriots en la ronda de Wild Card, antes de sufrir una pérdida ante los Kansas City Chiefs en la ronda Dvisional, 42-36 en tiempo extra.

## Vida Personal
En mayo de 2023, Allen comenzó a salir con la actriz y cantante norteamericana, Hailee Steinfeld.En noviembre de 2024, Steinfeld y Josh anunciaron su compromiso mediante Instagram  Y el 31 de mayo de 2025, Steinfeld y Allen se casaron en el Sur de California en una boda íntima

## Estadísticas generales
|  | Seleccionado al Pro Bowl |

| Año   | Equipo | Juegos | Juegos | Pase | Pase  | Pase | Pase  | Pase | Pase | Pase | Pase  | Acarreos | Acarreos | Acarreos | Acarreos | Balones sueltos |
| Año   | Equipo | GP     | GS     | Cmp  | Att   | Cmp% | Yds   | Avg  | TD   | Int  | Rate  | Att      | Yds      | Avg      | TD       | Balones sueltos |
| ----- | ------ | ------ | ------ | ---- | ----- | ---- | ----- | ---- | ---- | ---- | ----- | -------- | -------- | -------- | -------- | --------------- |
| 2018  | BUF    | 12     | 11     | 169  | 320   | 52.8 | 2,074 | 6.5  | 10   | 12   | 67.9  | 89       | 631      | 7.1      | 8        | 8               |
| 2019  | BUF    | 16     | 16     | 271  | 461   | 58.8 | 3,089 | 6.7  | 20   | 9    | 85.3  | 109      | 510      | 4.7      | 9        | 14              |
| 2020  | BUF    | 16     | 16     | 396  | 572   | 69.2 | 4,544 | 7.9  | 37   | 10   | 107.2 | 102      | 421      | 4.1      | 8        | 9               |
| Total | Total  | 44     | 43     | 836  | 1,353 | 61.8 | 9,707 | 7.2  | 67   | 31   | 90.4  | 300      | 1,562    | 5.2      | 25       | 31              |

Fuente: Pro-Football-Reference.com